# ريدينغتون بيتش
ريدينغتون بيتش (بالإنجليزية: Redington Beach)‏ هي مدينة أمريكية تقع في ولاية فلوريدا. تبلغ مساحة هذه المدينة 3.3 (كم²)،ويبلغ عدد سكانها 1427 نسمة حسب إحصاء سنة 2010 م 1427.تشير إحصاءات سنة 2000م بأن الكثافة السكانية في هذه المدينة تقدر بـ(auto) نسمة/كم2 